# Youssef Courbage

Youssef Courbage, né le 24 janvier 1946 à Alep en Syrie est un démographe, spécialiste du Proche-Orient et directeur de recherches à l'Institut national d'études démographiques (INED).
Il a été successivement directeur de recherches à l'INED des unités de recherche « Population et sociétés des pays en transition », « Population, politique et sociétés » et « Migrations internationales et minorités » entre 1997 et 2003 et, depuis 2005, y est directeur de recherche en démographie.

## Ouvrages
- La situation démographique au Liban en deux volumes, Analyse des données et Mortalité, fécondité et projections: méthodes et résultats, Beyrouth, Université libanaise, 1973-4
- Chrétiens et juifs dans l'islam arabe et turc avec Philippe Fargues, Paris, Fayard, 1992 ; nouvelle édition en 2004 ; traduit en anglais (1998)
- Le Maghreb en suspens avec Raymond Benhaïm et Rémy Leveau, Paris, Fondation nationale des sciences politiques, 1994
- Les caractéristiques démographiques des minorités nationales dans certains Etats européens avec Werner Haug et Paul Compton, Conseil de l'Europe, 1998 et 2000 ; traduit en anglais (1998 et 2000)
- Nouveaux horizons démographiques en Méditerranée, Paris, INED, 1998 ; traduit en anglais (1998)[2] et italien (1998)
- La démographie en Méditerranée - Situation et projections avec Isabelle Attané, Paris, Economica, coll. « Fascicules du Plan Bleu », 2001
- Les caractéristiques démographiques des populations immigrées avec We[rner Haug et Paul Compton, deux volumes, Conseil de l'Europe, 2002 ; traduit en anglais (2002)
- direction de Penser l'Orient avec Manfred Kropp, Paris, Presses de l'Ifpo, 2004
- L'enseignement supérieur dans le monde arabe : une question de niveau ? avec Bou[tros Labaki et Mounir Bashshur, Paris, Presses de l'Ifpo, 2006
- Le Rendez-vous des civilisations[3],[4] avec Emmanuel Todd, Paris, Seuil, coll. « La République des idées », 2007 ; traduit en anglais (2011), en allemand (2008), en espagnol (2008) et en italien (2009)
- La Syrie au présent - Reflets d'une société avec Zouhair Ghazzal, Baudouin Dupret et Mohammed Al-Dbiyat, Paris, Actes Sud, coll. « La bibliothèque arabe », 2007
- participation à Temps et espaces en Palestine sous la direction de Roger Heacock, Presses de l'Ifpo, 2008
- Gens de Marrakech - Géo-démographie de la Ville Rouge avec Mohamed Sebti et Patrick Festy, Paris, INED, 2009

## Interventions
- Où en est la transition démographique dans le monde arabe ?, entretien avec Dominique Vidal à l'iReMMO, le 4 octobre 2017